# 東山勇
東山 勇（ひがしやま いさむ、1927年〈昭和2年〉 - 1997年（平成9年）10月7日）は、日本の農学者。学位は、農学博士（東京大学）、山形大学名誉教授。栄典は、正四位・勲三等旭日中綬章。

## 経歴
- 1927年 - 誕生。
- 1964年12月7日 - 東京大学より農学博士号 授与　論文の題は「電気浸透法に関する研究 」[1]。
- 山形大学農学部教授
- 山形大学名誉教授
- 1997年（平成9年）10月7日 - 死去。正四位・勲三等旭日中綬章 叙位叙勲

## 著作物

### 監訳
- 1978年 - 『新編土質工学の基礎 ： 土の性質と挙動』 R.N.ヤング, B.P.ワーケンチン（著）
- 1987年 - 『パソコンで学ぶ土の物理学 ： 自然環境管理の基礎』 ゲイロン・S.キャンベル（著） ISBN 4-306-02252-8

### 報告書
文部省科学研究費補助金研究成果報告書
- 1982年 - 『泥炭を含む有機質土の応力-ひずみ構成式とレオロジー定数の関係』 山形大学

### 博士論文
- 1964年12月7日 - 『電気浸透法に関する研究』 東京大学 乙第469号

## 親族
- 妻：東山昭子 - 日本九重流詩吟学会会長
- 長男：東山哲也 - 植物学者、博士（理学）

## 参考資料
- 『官報』第2264号 1997年11月17日 叙位叙勲